# Nina Siemaszko
Nina Siemaszko est une actrice américaine née à Chicago le 14 juillet 1970.

## Biographie
Elle est la sœur de l'acteur Casey Siemaszko.

## Filmographie sélective

### Cinéma
- 1986 : One More Saturday Night  de Dennis Klein : Karen Lundhal
- 1988 : Plein pot (License to Drive) de Greg Beeman : Natalie Anderson
- 1988 : Tucker de Francis Ford Coppola : Marylin Lee Tucker
- 1989 : Le Carrefour des innocents de Hugh Hudson : Merilee
- 1991 : Little Noises de Jane Spencer : Dolores
- 1991 : Bed & Breakfast (en) de Robert Ellis Miller : Cassie
- 1991 : Wild Orchid II: Two Shades of Blue de Zalman King : Blue McDonald
- 1992 : Reservoir Dogs de Quentin Tarantino : scènes coupées au montage
- 1993 : Twenty Bucks de Keva Rosenfeld : Bank Teller'
- 1993 : Le Saint de Manhattan de Tim Hunter : Tamsen
- 1994 : Floundering, de Peter McCarthy : Gal
- 1994 : Radio Rebels de Michael Lehmann : Suzzi
- 1995 : Love and Happiness de Jordan Alan : Nina
- 1995 : Le Président et Miss Wade de Rob Reiner : Beth Wade''
- 1997 : George B. de Eric Lea : Angela
- 1997 : Suicide Kings de Peter O'Fallon : Jennifer
- 1997 : Kiss & Tell de Jordan Alan : Shelly
- 1998 : Breast Men de Lawrence O'Neill : Upset Lady at the Convention
- 1999 : The Big Tease de Kevin Allen : Betty Fuego
- 1999 : Jakob le menteur de Peter Kassovitz : Rosa
- 2000 : Sleep Easy, Hutch Rimes de Matthew Irmas : Holly Proudfit
- 2008 : The Haunting of Molly Hartley de Mickey Liddell : Dr Emerson
- 2011 : The Artist de Michel Hazanavicius : La femme en admiration
- 2013 : The Bling Ring de Sofia Coppola : Le détective de Vegas
- 2017 : The Hatred de Michael G. Kehoe : Miriam

### Télévision
- 1989 : Lonesome Dove : Janey (mini-série) (2 épisodes)
- 1990: An Enemy of the People de Jack O'Brien (Téléfilm) : Polly Stockman
- 1992 : Sinatra : Mia Farrow (mini-série) (2 épisodes)
- 1992: Red Shoe Diaries (série TV) (1 épisode) : Trudy
- 1993 : Les Contes de la crypte (série TV) : Stella Bishop (5x9:La momie qui ne voulait pas mourir)
- 1994 : La Vie à tout prix (Chicago Hope) (série TV) : Gloria McKinnon (#1 épisode)
- 1997: Panique sur la voie express (téléfilm) de Jack Sholder (Téléfilm) : Jenny Todd
- 1998 : Les Chroniques de San Francisco II (mini-série) de Pierre Gang : Mona Ramsey
- 1999 - 2006 : À la Maison-Blanche de Aaron Sorkin (série TV) : Eleanor Bartlett
- 2002 : Fiona : Detective Fiona Fitzgerald
- 2003 : Le Cadeau de Carole (A Carol Christmas) (Téléfilm) : Roberta
- 2003 : Roman noir (série) (Mystery Woman) (Téléfilm) : Samantha Kinsey
- 2005 : Roman Noir (Mystery Woman: Mystery Weekend) (Téléfilm) : Ass D.A. Cassie Hillman
- 2005 : Roman Noir (Mystery Woman: Snapshot) (Téléfilm) : Ass D.A. Cassie Hillman
- 2005 : Roman Noir (Mystery Woman: Sing Me a Murder) (Téléfilm) : Ass D.A. Cassie Hillman
- 2005 : Roman Noir (Mystery Woman: Vision of a Murder) (Téléfilm) : Ass D.A. Cassie Hillman
- 2005 : Roman Noir (Mystery Woman: Game Time) (Téléfilm) : Ass D.A. Cassie Hillman
- 2006 : Roman Noir (Mystery Woman: At first sight) (Téléfilm) : Ass D.A. Cassie Hillman
- 2006 : Roman Noir (Mystery Woman: Wild west mystery) (Téléfilm) : Ass D.A. Cassie Hillman
- 2006 : Roman Noir (Mystery Woman: Oh Baby) (Téléfilm) : Ass D.A. Cassie Hillman
- 2006 : Roman Noir (Mystery Woman: Redemption) (Téléfilm) : Ass D.A. Cassie Hillman
- 2006: Cold Case: Championne (saison 3) : Julie Vera femme de Nick Vera
- 2006 : New York, section criminelle (Law & Order : Criminal intent) : Claudia Duffy
- 2007 : Roman Noir (Mystery Woman: In the shadows) (Téléfilm) : Ass D.A. Cassie Hillman
- 2007 : Private Practice (série TV) : Kathleen (#2 épisodes)
- 2009 : Eli Stone (série TV) (1 épisode): Katie Bochner
- 2009 : Grey's Anatomy (série TV) (1 épisode): Kate Carlson
- 2009 : Mental (série TV) (1 épisode): Mimi Peters
- 2009 : Saving Grace (série TV) (1 épisode): Heather
- 2011 : Prime Suspect (série TV) (1 épisode): Peggy
- 2013 : Monday Mornings (série TV) (1 épisode)
- 2016 : Togetherness (série TV) (1 épisode): Lindsay
- 2017 : American Crime (série TV) (2 épisodes): Laura
- 2018 : Hailey Dean Mystery (série TV) (1 épisode): Olivia